# Thesium lobelioides
Thesium lobelioides är en sandelträdsväxtart som beskrevs av A. Dc.. Thesium lobelioides ingår i släktet spindelörter, och familjen sandelträdsväxter. Inga underarter finns listade i Catalogue of Life.